# Autophila rosea
Autophila rosea là một loài bướm đêm trong họ Erebidae.